# Liste der Alexander dem Großen zugeschriebenen Stadtgründungen

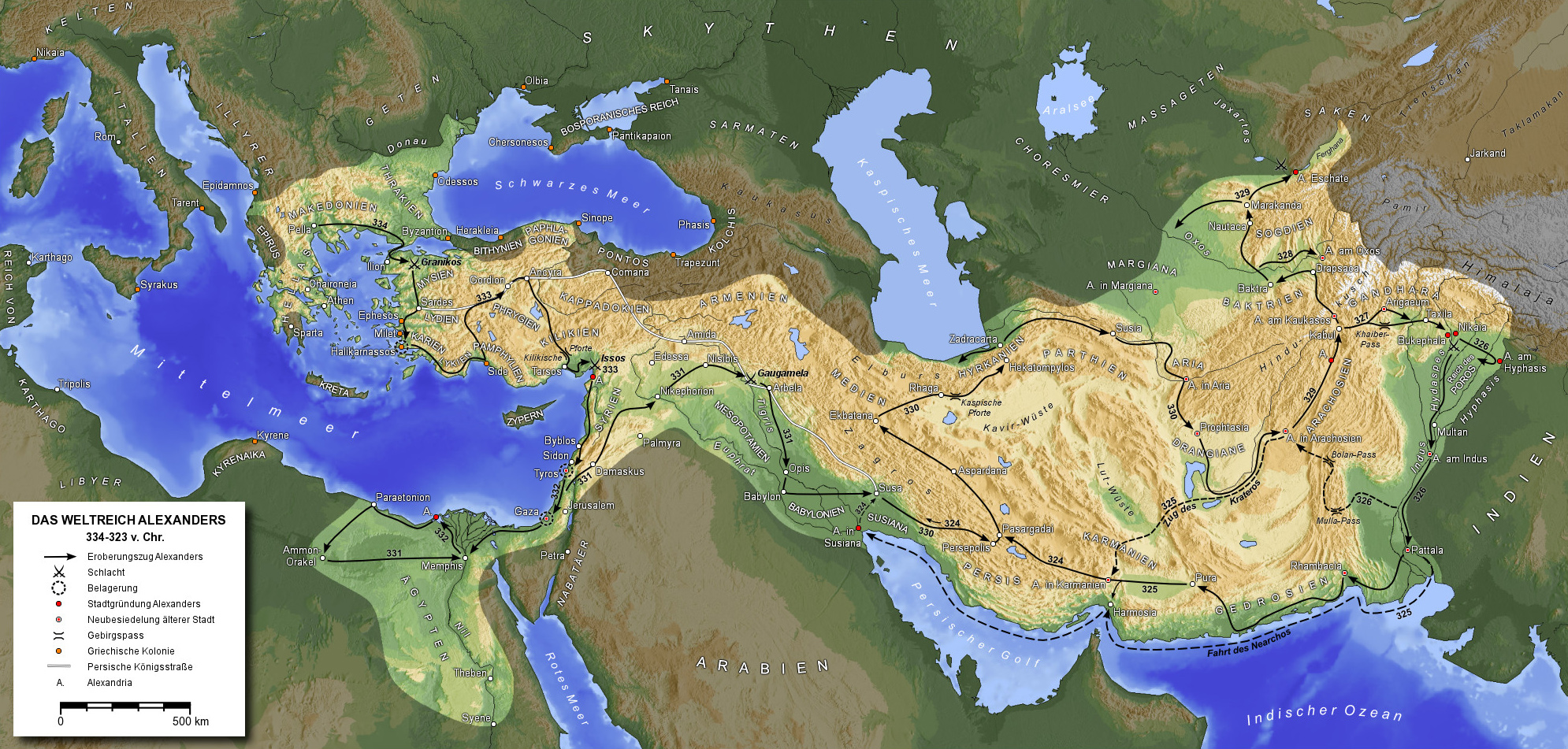
Das Alexanderreich

Viele Städte wurden von Alexander dem Großen gegründet. Zu den allgemein anerkannten Verdiensten Alexanders zählt sein Wirken als Stadtgründer, was die Verbreitung griechischen Kulturlebens in der gesamten östlichen Mittelmeerregion bis nach Zentralasien hinein ermöglichte. Bereits als Kronprinz war er dem Vorbild seines Vaters gefolgt, der Philippi gegründet hatte, und hatte eine erste eigene Stadt gegründet, die wie die meisten anderen später auch seinen Namen trug. Die während des Feldzuges getroffenen städtebaulichen Maßnahmen dienten vor allem auch seinem eigentlichen Zweck, nämlich als Militär- und Sicherungsposten für Nachschubwege und strategisch wichtige geographische Punkte. Weiterhin stellten sie die neuen urbanen Zentren der eroberten Landschaften dar, von denen aus die Staatsgewalt über das Umland zur Geltung gebracht werden konnte. Aus den antiken Berichten können etwas mehr als zwanzig Städte als Gründungen Alexanders erschlossen werden, wenngleich Plutarch ihm mehr als siebzig zuschreibt, eine Zahl, die höchstens unter Einbeziehung der in der Geschichtsschreibung anonym gebliebenen Militärstützpunkte und Kleinstsiedlungen wahrscheinlich ist. Kaum ein anderer Mensch vor oder nach ihm hat so viele Städte gegründet, die alle nach der griechischen Polis-Verfassung konzipiert wurden. Die neuen Städte wurden in der Regel an bereits besiedelten Standorten angelegt, wie das berühmte ägyptische Alexandria, indem die ansässige Lokalbevölkerung entweder freiwillig oder durch Anordnung in die bestimmten Stadtgrenzen umgesiedelt wurde. Häufig wurde einfach alten persischen Städten eine Polis-Verfassung gegeben, wodurch sie vom Standpunkt der Griechen überhaupt erst den Rechtsstatus einer Stadt erhielten und als Neugründungen galten. Die meisten wurden nach ihrem Gründer „Alexándreia“ benannt. Die ersten Siedler der neuen Städte waren die makedonischen und griechischen Kriegsinvaliden und ausgemusterten Veteranen des Heeres Alexanders; dazu kamen zur Sicherung abgestellte Garnisonen, die in der Regel aus griechischen Söldnern oder auch Thrakern zusammengesetzt waren. Ihnen schlossen sich später aus der Heimat zuziehende Landsleute als Händler und Glückssucher, Gewerbetreibende und Abenteurer an. Diese Expansion der städtischen Lebensform wurzelte in einem Bevölkerungsüberschuss der griechischen Welt. Schon Isokrates hatte Philipp II. dazu geraten, heimatlose Griechen in neue Städte in Kleinasien anzusiedeln und auch Aristoteles hatte seinen Schüler Alexander zu solchen Maßnahmen geraten. Ferner wurden auch einheimische orientalische Bevölkerungsgruppen angesiedelt, die als Landsmannschaften innerhalb der Stadtverfassung eigene von den Hellenen separierte Gemeinden (politeuma) bildeten. Das ägyptische Alexandria beispielsweise war für sein großes jüdisches Viertel berühmt. Inwiefern den Orientalen das Bürgerrecht zuerkannt wurde, ist zweifelhaft. Vermutlich mussten sie dafür durch kulturelle Assimilation zu Hellenen werden.

## Liste
Stadtgründungen, die Alexander dem Großen zugeschrieben werden können:
| Stadt                                                                      | Gründungsjahr        | Standort                                        | Quelle |
| -------------------------------------------------------------------------- | -------------------- | ----------------------------------------------- | ------ |
| Alexandropolis                                                             | 340 v. Chr.          | bei Sandanski / Bulgarien                       | [ 4 ]  |
| Tyros                                                                      | 332 v. Chr.          | Tyros / Libanon                                 | [ 5 ]  |
| Gaza                                                                       | 331 v. Chr.          | Gaza / Palästinensische Autonomiegebiete        | [ 5 ]  |
| Alexandria bei Ägypten (Alexándreia pros Aigyptos/Alexandreia ad Aegyptum) | 7. April 331 v. Chr. | Alexandria / Ägypten                            | [ 6 ]  |
| Alexandria in Aria                                                         | 330 v. Chr.          | Herat / Afghanistan                             | [ 7 ]  |
| Alexandria die Voraussehende (Alexándreia Prophthasia)                     | 330 v. Chr.          | Farah / Afghanistan                             | [ 8 ]  |
| Alexandria in Arachosien (Alexándreia Arachōsíā)                           | 330/329 v. Chr.      | Kandahar / Afghanistan                          | [ 9 ]  |
| Alexandria am Kaukasus (Alexandreia ad Caucasum)                           | 329 v. Chr.          | Tscharikar oder Begram / Afghanistan            | [ 10 ] |
| Alexandria die Äußerste (Alexandria Eschate)                               | 329 v. Chr.          | Chudschand / Tadschikistan                      | [ 11 ] |
| Alexandria am Oxos                                                         | 328 v. Chr.          | Ausgrabungsstätte bei Ai Khanoum in Afghanistan | [ 12 ] |
| Alexandria in der Oase Merw (Alexándreia Margiana)                         | 328 v. Chr.          | Merw / Turkmenistan                             | [ 13 ] |
| Nikaia am Kophen                                                           | 327 v. Chr.          | Kabul oder Dschalalabad / Afghanistan           | [ 14 ] |
| Alexandria-Bukephalia und Nikaia                                           | 326 v. Chr.          | Jhelam / Pakistan                               | [ 15 ] |
| Alexandria am Akesines                                                     | 326 v. Chr.          |                                                 | [ 16 ] |
| erstes Alexandria am Fluss (Alexandria am Indus)                           | 325 v. Chr.          | Uch / Pakistan                                  | [ 17 ] |
| zweites Alexandria am Fluss                                                | 325 v. Chr.          | Pakistan                                        | [ 18 ] |
| Patala die Stadt aus Holz (Xylenopolis)                                    | 325 v. Chr.          | Thatta / Pakistan                               | [ 19 ] |
| Alexanderhafen                                                             | 325 v. Chr.          | Pakistan                                        | [ 20 ] |
| Alexandria Rhambakia                                                       | 324 v. Chr.          | Bela / Pakistan                                 | [ 21 ] |
| Alexandria in Karmanien (Alexándreia Karmānia)                             | 324 v. Chr.          | Gav Koshi / Karmanien / Iran                    | [ 22 ] |
| Alexandria in Susiana (Alexandria am Tigris)                               | 324 v. Chr.          | Charax Spasinu / Irak                           | [ 23 ] |

## Unterschiede zu traditionellen griechischen Städten

### Traditionelle griechische Stadtstaaten
In der Verfassung des hellenistischen Flächenstaates, angefangen beim Reich Alexanders und fortgeführt unter den Diadochen, nahmen die hellenistischen Städte eine Sonderrolle ein, die sich aus einem Kompromiss zwischen der traditionellen städtischen Autonomie der vorbildgebenden griechischen Poleis auf der einen und aus der Unterordnung unter die Bedürfnisse eines allgemeinen Landfriedens (koinē eirēnē) auf der anderen Seite ergab, für dessen Einhaltung einzig das Reichsoberhaupt garantieren konnte. Die höhere Gewalt des Königs gewährleistete die Freiheit der Städte nach innen und begrenzte sie zugleich nach außen. Den Städten wurde also eine demokratische Selbstverwaltung gewährt, mit Ausnahme der Königsstädte, blieben aber in allen anderen Belangen dem König untergeben, dem sie als Gründer (ktistes) ihre städtischen Rechte und Privilegien verdankten und dem sie dafür göttliche Ehren, Steuern oder Tribute schuldeten. Nicht zuletzt deshalb legitimierten die späteren hellenistischen Könige ihre Herrschaft auch auf die Nachfolge Alexanders, da sie sich so in die Weisungsbefugnis seiner Städte setzen und sie so ihrer eigenen Herrschaft unterwerfen konnten. Da sie auf Königsland gegründet wurden, fügten sich die Städte in die Satrapienordnung des Reiches ein. Im Gegenzug wurde ihnen die Besetzung der kommunalen Ämter, das Münzrecht und die Finanzhoheit sowie das Gerichtswesen überlassen. Zwischenkommunale Konflikte wurden nicht mit Waffengewalt ausgetragen, das Gewaltmonopol lag allein beim König, sondern wurden durch anerkannte neutrale Schiedsrichter gelöst. Die Einbindung der griechischen Stadtkultur in die Rechtsordnung seines monarchischen Staates stellt damit eine der wichtigsten geschichtlichen Neuerungen dar, die mit dem Wirken Alexanders einhergingen. Sie trug entscheidend zur dauerhaften Etablierung von Flächenstaaten und zur Überwindung des klassischen griechischen Stadtstaates bei, von denen bis zur römischen Eroberung nur die wenigsten überdauerten. Die Städte Alexanders und seiner Diadochen wuchsen dagegen zu den bevölkerungsreichsten der Antike heran, wurden zu Zentren des Welthandels und Gewerbes, der griechischen Bildung und Kunst, in denen die zugezogenen Orientalen im Geist des Hellenismus aufwuchsen, der über die Stadtgrenzen hinweg auf das Umland und in den römischen Westen hinausstrahlte.

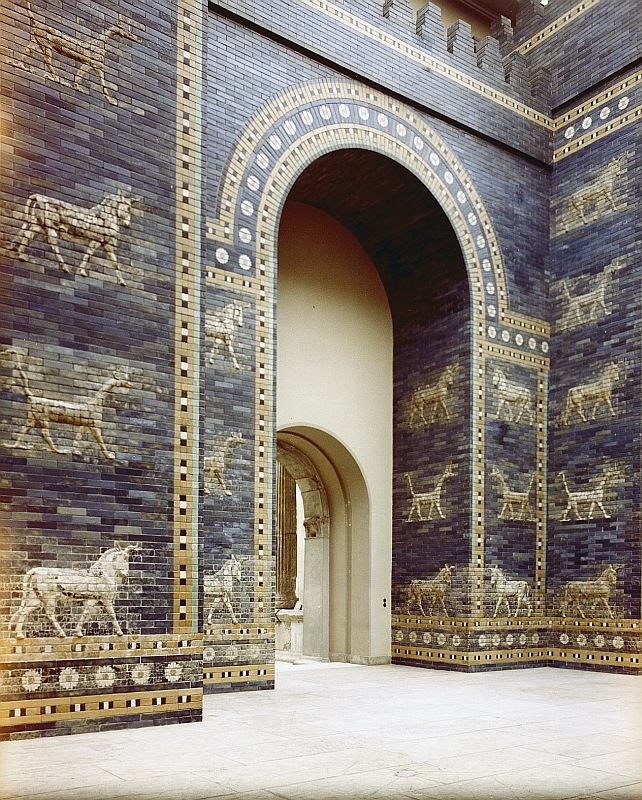
Durch das Ischtar-Tor ist Alexander 331 v. Chr. in Babylon eingezogen. Pergamonmuseum, Berlin.

### Alexanders Städte
Das Verhältnis Alexanders zu „seinen“ Städten unterschied sich grundlegend zu denen des klassischen Griechenland, vor allem gegenüber den „drei Häuptern“ Athen, Theben und Sparta. Als anerkannter Hegemon des Hellenenbundes stand er ihnen zwar vor, doch suchten sie stets in allen Belangen ihre politische Freiheiten gegen ihn zu verteidigen. Die Hegemonie Makedoniens war von den Griechen nur schwer und unter Zwang zu ertragen, in Erinnerung an ihre eigene stolze Vergangenheit und in ihrer kulturellen Selbstüberschätzung gegenüber den Makedonen. In mehreren bewaffneten Konflikten versuchten sie deshalb, die makedonische Hegemonie abzuschütteln, den Bruch des beeideten Landfriedens dabei in Kauf nehmend. Dazu zählen der Abfallversuch Thebens (335 v. Chr.), der Mäusekrieg (334–330 v. Chr.) und nach Alexanders Tod der lamische Krieg (323–322 v. Chr.). Aber auch Alexander war an diesen Auseinandersetzungen nicht schuldlos, indem er gelegentlich seine zugestandenen Kompetenzen als Hegemon überschritt und in innere Verhältnisse der Städte eingriff. Vor allem das 324 v. Chr. erlassene Verbanntendekret rief heftigen Widerstand hervor. Es räumte etwa 20.000 im Exil lebenden Bürgern die Begnadigung und das Rückkehrrecht in ihre Städte ein, darunter promakedonisch Gesinnten und von den Demokraten vertriebenen Tyrannenfreunden. Die Rückführungsmodalitäten hatten die Städte selbst zu regeln, wobei alte Besitzverhältnisse wiederhergestellt und finanzielle Entschädigungen gezahlt werden mussten, was den Unmut gegen Alexander verstärkte. Auch beinhaltete dieses Dekret die Rückführung der von Athen vertriebenen Bürger von Samos in ihre Heimatstadt, die zu verteidigen sich Athen jedoch entschlossen hatte; dies war eine der Ursachen für den lamischen Krieg. Die Niederlage Athens 322 v. Chr. hatte die Auflösung des Hellenenbundes zur Folge. Der siegreiche De-facto-Herrscher Makedoniens, Antipatros, stellte die Städte unter seine direkte Kontrolle, beseitigte ihre Demokratien und setzte an ihrer Stelle promakedonische Oligarchen und Tyrannen ein.
Die Königsstädte stellten im Alexanderreich insofern eine Ausnahme dar, als sie nicht der Provinzverwaltung, sondern unmittelbar dem König unterstellt waren und deshalb auch über keine Selbstverwaltung verfügten. Eine Königsstadt zeichnete sich durch die Anwesenheit eines Königspalastes (basileion) aus; dies waren unter Alexander das makedonische Pella mit dem Palast des Archelaos I., das ägyptische Alexandria mit seinem eigenen aber nie bewohnten Palast und Babylon mit dem Palast Nebukadnezars. Babylon hatte unter den Achämeniden ihre Stellung als bevölkerungsreichste und wohlhabendste Stadt bewahrt, worauf sich ihr Selbstbewusstsein gegenüber der persischen Herrschaft stützte und ihre kulturelle Strahlkraft hatte bis nach Griechenland gereicht. Für Alexander war sie die bevorzugte Residenz, hier wurde sein Staatsschatz und Hofstaat eingerichtet und hier starb er auch. Sie war damit die inoffizielle Hauptstadt seines Reichs. Für seinen Nachfolger Seleukos stellte Babylon die Ausgangsbasis seines eigenen Reichs dar, doch verlor sie bereits unter ihm den Hauptstadtcharakter, nachdem das Herrschaftszentrum der Seleukiden von Mesopotamien nach Syrien verlegt worden war. Pella und Alexandria hingegen behielten auch unter den Antigoniden bzw. Ptolemäern ihren Rang als Königsstädte bei. Die alten persischen Residenzen Susa, Ekbatana und Persepolis, mit seinem abgebrannten Palast, büßten schon unter Alexander ihren Status als Königsstädte ein und versanken allmählich in provinzieller Bedeutungslosigkeit.
Die Rechtslage der befreiten griechischen Städte der ionischen Küste zum Alexanderreich blieb weitgehend unklar. Alexander hatte dort die propersischen Tyrannen zugunsten demokratischer Ordnungen abgesetzt, sie schlossen sich darauf aber nicht dem Hellenenbund an. Für den Krieg leisteten sie eine freiwillige Kriegssteuer (syntaxis), die im weiten Sinne als Fortsetzung des alten Persertributes (phoros) verstanden werden kann. In Ephesos wurde dieser von Alexander sogar weiter eingefordert, nur kam sein Verwendungszweck nun dem lokalen Artemis-Heiligtum zugute, das bei seiner Geburt niedergebrannt war. Faktisch waren die ionischen Städte von diesem Zeitpunkt an gänzlich autonom, allerdings dürften sie sich letztlich außenpolitisch an das Alexanderreich angelehnt haben, wie die Anwesenheit makedonischer Garnisonen in Rhodos, Chios, Side und später in Ephesos erahnen lässt. Die Städte Phöniziens und Zyperns, die für den Seehandel eine große Bedeutung hatten, waren durch ihre Vasallenkönige gegenüber Alexander zur Gefolgschaft verpflichtet, der die Oberherrschaft über sie von den Achämeniden übernommen hatte. Tyros fiel nach seiner Eroberung 332 v. Chr. sogar unter seine Direktherrschaft, die mit einer Garnison abgesichert wurde.